# Deben (unidad)
El deben (a veces, tabonon) fue una unidad de peso en el Antiguo Egipto, constatada desde el Reino Antiguo. Literalmente, su significado es "anillo de metal".

## Cambios de valor

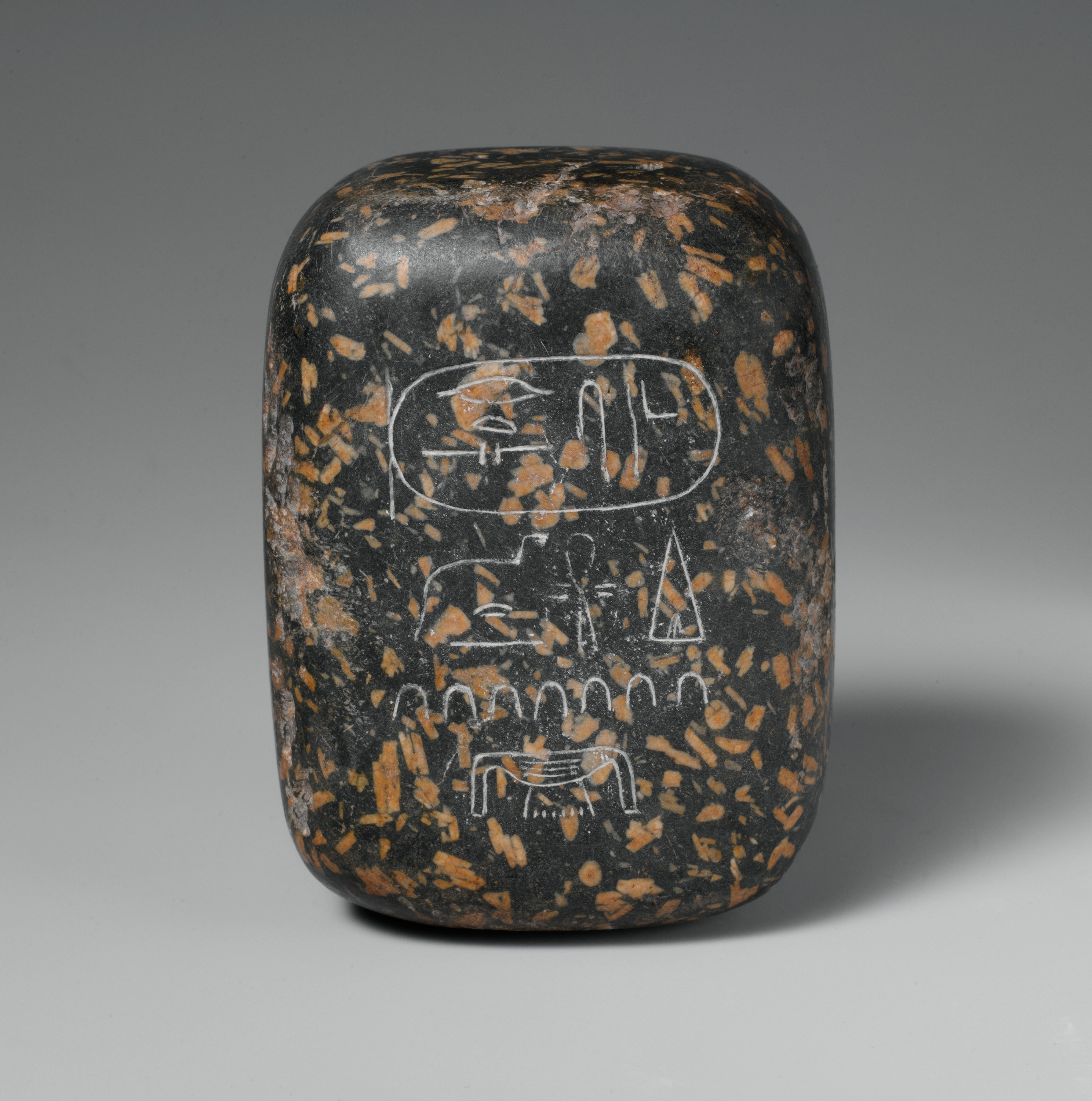
Peso del Imperio Medio de setenta deben, equivalente a un kilogramo.

A lo largo de la historia, su valor concreto cambió de forma significativa.

### Reinos Antiguo y Medio
Se ha encontrado pesos de piedra desde el Reino Antiguo, de aproximadamente 13,6 gramos. Pesos similares del Reino Medio de Sesostris I fueron descubiertos en Lisht. A partir del Reino Medio, con Sesostris III y Amenemhat III se utilizaron unidades de peso deben en metales como el cobre y el oro teniendo los primeros casi el doble de peso (aprox. 23,7 gramos) que los últimos.
En el Papiro Boulaq 18 (de la dinastía XIII de Egipto, perteneciente al Segundo Período Intermedio) se diferencia entre un deben pequeño y otro grande.

### Imperio Nuevo
Desde el Imperio Nuevo, el deben alcanza un peso uniforme igual aproximadamente a 91 gramos y era equivalente a 10 kites (también conocido como qedetys, qedets, kidets o kits) o 12 sénius o, en lo que es conocido por los egiptólogos como "piezas", de peso 7,6 gramos. El shat equivalía a medio deben.
Era utilizado con frecuencia para designar al valor de un producto, mediante su comparación con el peso de un metal, generalmente de plata o cobre.

## Protomoneda
Se ha especulado con que las piezas de metal que pesaban un deben se guardaban en cajas, se llevaban a los mercados y se utilizan como medio de cambio. Sin embargo, los arqueólogos no han podido encontrar esas piezas estandarizadas de metales preciosos.
Por otra parte, está documentado que los debens servían para comparar valores. En la dinastía XIX, una esclava que costaba cuatro deben y un kite de plata, se pagaba con diversos bienes equivalentes: 6 vasos de bronce, 10 deben de cobre, 15 prendas de ropa de lino, una sábana, una manta y un pote de miel.
Por textos de Deir el-Medina, se conoce que un obrero común recibía mensualmente 1,5 sacos de trigo y cuatro sacos de cebada, que equivalían aproximadamente a 7 debens de cobre. Un capataz, 5,5 sacos de trigo y 2 sacos de cebada, equivalentes aproximadamente a 9,5 debens.

## Juegos
También se utilizan debens como moneda en el juego del ordenador Faraón como moneda para el dinero.